# Kommende Virnsberg

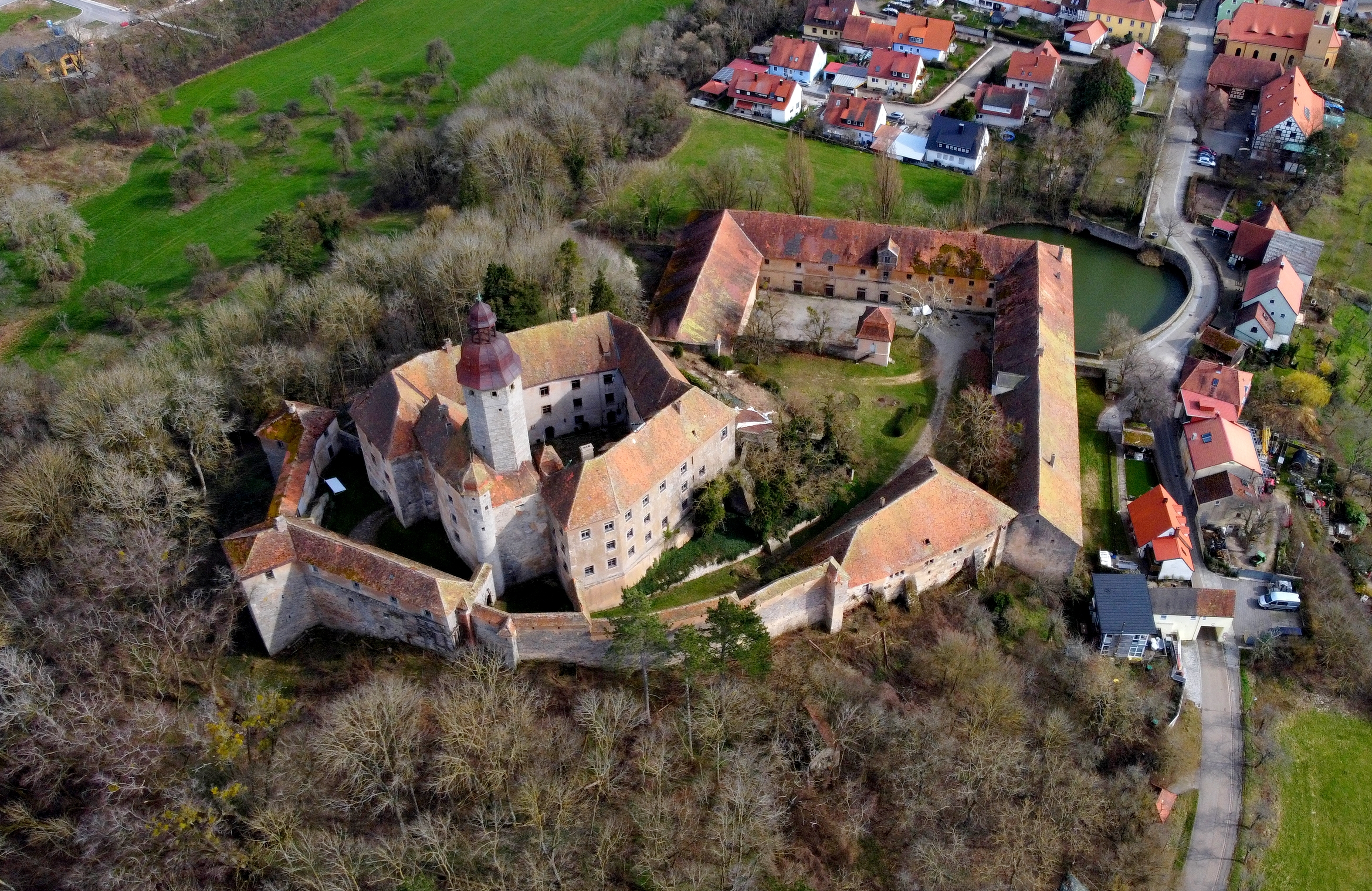
Schloss Virnsberg, ehemalige Deutschordensburg

Die Kommende Virnsberg war eine Kommende des Deutschen Ordens im heutigen Virnsberg und gehörte der Deutschordensballei Franken an.

## Geschichte
1294 übereigneten die Burggrafen von Nürnberg aus dem Haus Zollern die Herrschaft Virnsberg dem Deutschen Orden. Burggraf Konrad II. und seine Frau Agnes, deren Söhne Friedrich, Konrad und Gottfried, die in den Deutschen Orden eingetreten waren, stifteten am 12. Juni 1294 dem Orden die Burg Virnsberg und die dazugehörigen Güter. Virnsberg stand dann von 1294 bis 1806 unter der Herrschaft der Deutschherren. 
Die Burggrafen hatten bereits zu einem früheren Zeitpunkt Besitz in dem Raum, der später der Kommende Virnsberg unterstand, an den Deutschen Orden in Nürnberg geschenkt. Am 24. August 1260 hatte Burggraf Konrad I. mit Zustimmung seiner Söhne Friedrich III. und Konrad II. das Patronatsrecht über die Pfarrei in Obernzenn mit Zubehör und das Dorf Rappenau an den Deutschen Orden übergeben. Seit 1294 gab es das deutschordische Amt Virnsberg, das ursprünglich der Kommende Nürnberg zugehörig war. 
Das Stiftungsgut umfasste unter anderem Besitzungen in Oberaltenbernheim. Das Stiftungsgut war von Anfang an so umfangreich, dass sich Virnsberg zu einer der wirtschaftlich bedeutendsten Kommenden der Ballei mit geschlossenem Fraisch- oder Hochgerichtsbezirk entwickeln konnte, ohne dass der Orden selbst diesen Komplex noch in nennenswertem Umfang erweitert hätte. Es umfasste neben der Burg Virnsberg, welche die Zollern 1235 erworben hatten, und ihrem Zubehör Besitzungen und Rechte in 26 Orten, darunter das Gericht zu Ickelheim, zu Sondernohe und zu Neustetten. Auch Zehnte und umfangreicher Forstbesitz gehörten zu dieser Stiftung.
Die burggräflichen Stiftungen von 1260 und 1294 waren so umfangreich, dass noch Ende des 16. Jahrhunderts 81 % der Bauernstellen der Kommende Virnsberg aus den ursprünglichen Stiftungen stammten. Auch die zollersche Ministerialität unterstützte die junge Ordensniederlassung. Herdegen von Gründlach schenkte 1297 zwei von Burggraf Friedrich III. zu Lehen gegebene Höfe zu Obernzenn mit dessen Einwilligung und Einkünfte aus vier Huben in Ickelheim.
Für 1297 wird Ordensbruder Friedrich, der Sohn des Stifterpaares, als erster Komtur zu Virnsberg genannt und damit der Charakter einer Hauskommende der Zollern unterstrichen. Nachdem er am 23. März 1303 verstorben war, folgte ihm sehr wahrscheinlich sein Bruder Konrad. Auch wenn zeitgenössische Belege fehlen, ist die Nachricht einer Komtursliste des 18. Jahrhunderts, dass ihm sein 1300 als Konventuale in Würzburg genannter Bruder Konrad im Amt folgte, glaubhaft. Nachdem Konrad aber bereits am 17. Juli starb, folgte als Nachfolger der zollerschen Brüder der aus dem thüringischen Adel stammende Johannes von Kirchberg, der 1306 bezeugt ist. Ihm folgte Arnold von Seckendorff (Arnold, genannt der Betriebsame, schenkte 1307 seine Hube in Wittgensteinach dem Kloster Heilsbronn) von 1308 bis 1318 als Angehöriger der burggräflichen Ministerialität. Auch Burggraf Friedrich IV. erwies sich als Förderer des Deutschordenshauses und übereignete der Kommende 1308 und 1311 mehrere Tagwerk Wiesen. In der Reichsstadt Windsheim im Rangau besaß die Kommende Virnsberg seit 1317 durch Schenkung König Ludwigs des Bayern das Patronatsrecht über die Pfarrei St. Kilian. Für diese Pfarrei verzichtete der Würzburger Bischof auf seine und des Domkapitels Ansprüche auf das Patronat.
In den folgenden Jahren konnte der Besitz durch den Zukauf verschiedener Güter vergrößert werden. Die Kommende Virnsberg konnte so einen geschlossenen Hochgerichtsbezirk ausbilden, der auf der Stiftungsausstattung und Zukäufen des 14. Jahrhunderts beruhte.
Nachdem die zur Ballei Franken gehörige Kommende 1326 auch die Pfarrei Windsheim erworben hatte, erlangte das Amt 1333 auch den Schutz und Schirm des Burggrafen zu Nürnberg.
Die Kommende Virnsberg bestand bis 1806 und stellte eine katholische reichsunmittelbare Herrschaft mitten im protestantischen Markgraftum Ansbach dar und konnte sich bis in die Neuzeit als Enklave im markgräflichen Territorium behaupten. Noch im 18. Jahrhundert (1731/54) erkannten die Ansbacher Markgrafen Virnsberg als eigenen Hochgerichtsbezirk und damit als reichsunmittelbares Territorium an, das so vor dem Zugriff Hardenbergs, der weite Teile des fränkischen Deutschordensterritoriums für Preußen okkupierte, geschützt blieb. Dennoch verlor der Orden in einigen Orten einen Teil der Hoheitsrechte. Das Territorium untergliederte sich im Obervogteiamt Virnsberg und dem Vogteiamt Ickelheim. Zuletzt umfasste sie ein Gebiet von 19 Quadratmeilen mit 32000 Einwohnern.

### Obervogteiamt Virnsberg
Das Obervogteiamt Virnsberg (OVA) übte das Hochgericht über sämtliche Orte der Kommende Virnsberg aus, über die es auch die Dorf- und Gemeindeherrschaft hatte.
Das OVA hatte in folgenden Orten die Dorf- und Gemeindeherrschaft inne:
Berglein, Boxau, Brachbach, Breitenau, Buch, Daubersbach, Dörflein, Einersdorf, Esbach, Fladengreuth, Fröschendorf, Hainklingen, Hechelbach, Hörhof, Kemmathen, Kräft, Limbach, Merzbach, Möckenau, Neustetten, Oberaltenbernheim, Obernbibert, Rappenau, Sondernohe, Unteraltenbernheim, Virnsberg, Wimmelbach und Wippenau.
Das OVA hatte in folgenden Orten Grundherrschaften (in Klammern ist die Zahl der Anwesen angegeben):
Berglein (4), Boxau (7), Brachbach (7), Breitenau (11), Buch (12), Buchheim (?), Cadolzhofen (1), Daubersbach (5), Dörflein (3), Ergersheim (?), Ermetzhofen (?), Esbach (6), Fladengreuth (2), Fröschendorf (13), Fröschendorfer Mühle (1), Hainklingen (1), Hechelbach (8), Herbolzheim (?), Hörhof (1), Kemmathen (4), Kräft (4), Lerchenbergshof (1), Lerchenbergsmühle (1), Limbach (12), Merzbach (12), Mitteldachstetten (3), Möckenau (2), Oberaltenbernheim (9), Obernbibert (11), Obernbreit (?), Oberdachstetten (3), Pfaffenhofen (?), Rappenau (18), Rudolzhofen (?), Schafhof (1), Sondernohe (23), Unteraltenbernheim (21), Uttenhofen (?), Veitsmühle (1), Wimmelbach (8), Wippenau (2).

### Vogteiamt Ickelheim
Das Vogteiamt hatte über Ickelheim, Linkenmühle und Wasenmühle die Dorf- und Gemeindeherrschaft und war dort zugleich Grundherr.

## Komture von Virnsberg
| Name                                             | von  | bis  | Bemerkungen                                     | Quelle               |
| ------------------------------------------------ | ---- | ---- | ----------------------------------------------- | -------------------- |
| Friedrich von Zollern                            | 1299 | 1303 | Sohn von Konrad II.                             |                      |
| Konrad von Zollern                               | 1303 | 1304 | Sohn von Konrad II.                             |                      |
| Johannes von Kirchberg                           | 1306 | 1308 |                                                 | [ 4 ]                |
| Arnold von Seckendorf                            | 1308 | 1318 | Ministeriale von Burggraf Friedrich IV.         |                      |
| Konrad von Sickershausen                         | 1319 | 1319 |                                                 |                      |
| Wolfram von Heideck                              | 1321 | 1325 |                                                 | [ 14 ]               |
| Gerung Truchsess                                 | 1335 | 1337 |                                                 |                      |
| Berthold von Zollern                             | 1342 | 1350 | später Bischof von Eichstätt                    |                      |
| Johann von Hofen                                 | 1355 | 1355 |                                                 |                      |
| Gottfried Fuchs                                  | 1363 | 1363 | Komtur zu Virnsberg und Nürnberg                |                      |
| Friedrich von Egloffstein                        | 1371 | 1391 |                                                 |                      |
| Friedrich von Egloffstein                        | 1394 | 1394 | erneuert Komtur von Virnsberg                   |                      |
| Burkard von Seckendorf-Aberdar                   | 1392 | 1400 |                                                 |                      |
| Franz von Wildenstein                            | 1403 | 1407 |                                                 |                      |
| Johann von Venningen                             | 1409 | 1411 |                                                 | [ 16 ]               |
| Johann von Egloffstein                           | 1415 | 1419 |                                                 | [ 17 ]               |
| Martin von Gebsattel                             | 1420 | 1423 |                                                 | [ 18 ] [ 19 ]        |
| Eberhard von Stetten                             | 1423 | 1428 | 1434 Komtur zu Nürnberg, später Deutschmeister  |                      |
| Johann von Venningen                             | 1430 |      |                                                 |                      |
| Wilhelm von Werdenau (Wernau)                    | 1429 | 1443 |                                                 | [ 20 ]               |
| Martin von Eyb                                   | 1444 | 1469 | Komturamtsverwalter des DOH Nürnberg            | [ 21 ] [ 22 ]        |
| Georg von Diemar zu Wiesenfelden                 | 1473 | 1477 |                                                 |                      |
| Jorg Dymar                                       | 1479 |      | zugleich Statthalter in Mergentheim             | [ 23 ]               |
| Dietrich von Stein zu Reichenstein               | 1480 | 1494 |                                                 | [ 24 ]               |
| Johann (Hans) Adelmann von Adelmannsfelden       | 1496 |      | 1510 Deutschmeister                             | [ 25 ]               |
| Burckhard von Seckendorff-Aberdar                | 1497 | 1515 | zudem Ratsgebietiger                            | [ 26 ] [ 27 ]        |
| Wolfgang von Bibra                               | 1516 | 1524 | danach Komtur in Würzburg                       | [ 28 ] [ 29 ]        |
| Georg von Knöringen                              | 1524 | 1540 |                                                 |                      |
| Wolfgang von Rosenberg                           | 1542 |      |                                                 | [ 30 ]               |
| Alexius von Diemar zu Adelsberg                  | 1543 | 1454 |                                                 |                      |
| Johann von Grorodt                               | 1548 | 1553 |                                                 |                      |
| Philipp von Altdorf, gen. Wollenschläger         | 1554 | 1564 | in 1564 Komtur zu Virnsberg und Öttingen        |                      |
| Hans Herkules von Berlichingen                   | 1565 | 1565 |                                                 |                      |
| Backa von Boenen                                 | 1567 | 1568 |                                                 |                      |
| Philipp von Mauchenheim, gen. Bechtolsheim       | 1569 | 1574 |                                                 | [ 31 ]               |
| Adam von Klingelbach                             | 1575 | 1590 | Statthalter zu Mergentheim, 1601–1602           | [ 32 ]               |
| Johann von Hördt                                 | 1590 | 1593 |                                                 |                      |
| Ernst von Buseck, gen. Münch                     | 1593 | 1593 |                                                 |                      |
| Johan Konrad Schutzbar, gen. Milchling           | 1597 | 1600 |                                                 |                      |
| Ferdinand von Törringen zu Stein und Partenstein | 1601 | 1604 |                                                 |                      |
| Bertus von Freyberg-Eisenberg                    | 1604 | 1606 | ermordet am 22. April                           | [ 33 ]               |
| Eberhard von und zu Karpfen                      | 1606 | 1610 |                                                 |                      |
| Hans Georg von Reinstein zu Homberg              | 1614 | 1614 |                                                 |                      |
| Wilhelm von Bubenhofen                           | 1618 | 1619 |                                                 |                      |
| Wilhelm Michel Schlüder von Lachen               | 1620 | 1626 |                                                 | [ 34 ]               |
| Johann Theobald Hundpiss (Hundbiss) von Waltrams | 1626 |      |                                                 |                      |
| Ulrich Graf von Wolkenstein auf Rodenegg         | 1626 | 1628 |                                                 |                      |
| Johann Theobald Hundpiss von Waltrams            | 1628 | 1632 |                                                 |                      |
| Schwedische Verwaltung                           | 1632 | 1634 |                                                 |                      |
| Johann Theobald Hundpiss von Waltrams            | 1634 | 1636 | auch Komtur zu Kapfenberg, Nördlingen, Öttingen |                      |
| Rudolf Graf von Thun (Österreicher)              | 1636 |      |                                                 |                      |
| Jakob Johann Graf von und zu Thun und Hohenstein | 1637 |      |                                                 |                      |
| Johann Konrad von Lichtenstein (franke)          | 1637 | 1639 |                                                 |                      |
| Franz Wilhelm Mohr von Waldt                     | 1639 | 1643 | Obrist bei Wallenstein                          | [ 35 ] [ 36 ] [ 37 ] |
| Wigislaus Rudolf Hundt von Lauterbach            | 1644 | 1646 | 10.01. in Sondernohe begraben                   |                      |
| Johann Wolfgang von Partenheim                   | 1644 | 1649 |                                                 |                      |
| Philipp von Gravenegg                            | 1650 | 1657 |                                                 |                      |
| Johann Bernhard von Elckerhausen, gen. Klüppel   | 1658 | 1662 |                                                 |                      |
| Johann Friedrich von Knöringen                   | 1662 | 1666 |                                                 |                      |
| Johann Ludwig von Roggenbach                     | 1667 |      | Landkomtur und Komtur der Ballei Franken        | [ 38 ] [ 39 ]        |
| Ernst Schilder zu Erkentrup                      | 1668 | 1670 | wegen Gebrechlichkeit abgelöst                  |                      |
| Johann Franz Freiherr von Sandiszell             | 1671 | 1681 |                                                 |                      |
| Johann Adolf Rau von und zu Holzhausen           | 1681 | 1682 |                                                 |                      |
| Georg Eitel Rau von und zu Holzhausen            | 1683 | 1683 |                                                 |                      |
| Georg Eberhardt von Hedersdorff                  | 1687 | 1691 | Obrist des Fränkischen Kreises                  | [ 42 ]               |
| Georg Eitel Rau von Holzhausen                   | 1682 | 1685 |                                                 | [ 43 ]               |
| Franz Claudius Joseph von Reinach                | 1692 | 1697 |                                                 |                      |
| Max Rudolf Freiherr von Westernach               | 1607 | 1702 |                                                 |                      |
| Johann Freiherr von Kageneck                     | 1702 |      |                                                 |                      |
| Johann Philipp Freiherr von Hoheneck             | 1703 | 1708 |                                                 |                      |
| Philipp Waldecker von Kempt                      | 1710 | 1718 |                                                 |                      |
| Philipp Karl Waldecker von Kempt                 | 1719 |      | zudem Komtur Weissenburg                        | [ 44 ]               |
| Franz Philipp von Wildenstein                    | 1741 |      | zudem 1746 Ratsgebietiger der Ballei Franken    |                      |
| Franz Ludwig von Eyb                             | 1772 | 1785 |                                                 | [ 45 ] [ 46 ]        |
| Ferdinand Ernst von Waldstein-Wartenberg         | 1792 |      |                                                 |                      |